# Bredow (ród)
Bredow – brandenburska rodzina szlachecka, której gniazdo rodowe mieściło się niegdyś na zamku Bredow (dziś dzielnica gminy Brieselang). 

## Historia rodziny
Zgodnie z legendą rodzina pierwotnie pochodziła z Niderlandów. Margrabia Albrecht Niedźwiedź miał ich zwerbować wraz z innymi rodzinami rycerskimi do walki ze Słowianami połabskimi. Następnie nadano im ziemię, na której powstała rezydencja rodowa, od której wywodzi się ich nazwisko.
W 1335 roku rodzina nabyła miejscowość Friesack, dzięki czemu stała się jedną z najbardziej wpływowych i bogatych rodzin Marchii Brandenburskiej.
W 1522 roku odnotowano, że rodzina władała miejscowościami: Löwenberg, Bergsdorf, Grüneberg, Großmutz, Hoppenrade, Schrapsdorf, Badingen, Mildenberg, Zabelsdorf Osterne, Lanke, Kerkow, Hohen Neuendorf i Kassel.
Rodzina podzieliła się na 3 linie:
- Bredow-Bredow, linia główna, wygasła w XVI wieku.
- Bredow-Friesack, która to podzieliła się na dwie linie:
  - Breda, której nadano w 1634 roku tytuł baronowski;
  - Bredau, której nadano w 1744 roku tytuł hrabiowski.

Od 1855 roku rodzina miała dziedziczne prawo do zasiadania w pruskiej Izbie Panów.

## Herb
Na srebrnym polu czerwona drabina oblężnicza z trzema złotymi szczeblami, na hełmie czerwono-srebrne labry i srebrny koziorożec ze złotymi rogami jako klejnot.